# 吉姆韋爾斯縣 (德克薩斯州)
吉姆韋爾斯县（英語：Jim Wells County）是位於美國德克薩斯州南部的一個縣。面積2,249平方公里。根據美國2000年人口普查，共有人口39,326人。縣治愛麗斯（Alice）。
成立於1911年（縣政府成立於1912年）。縣名紀念在開發格蘭德河下游地區起重要作用的小詹姆斯·巴貝奇·韋爾斯（James Babbage Wells Jr.）。